# Lögnens pris
Lögnens pris, svensk dramaserie i två delar från 2007 som sändes på SVT1 under påskhelgen 2007. Manus skrevs av Ulf Ryberg med regi av Molly Hartleb.

## Handling
Helena och Sven lever tillsammans med sin dotter Alice. I hemlighet har Helena ett förhållande med en annan man, Miko. Hon har bestämt sig för att avsluta det, men Miko vill något annat. När han plötsligt dyker upp hemma hos Helena får deras möte ett förödande slut. Bara Helena kan berätta vad som har hänt, men hon vågar inte av rädsla för att förlora sin familj.

## Rollista (i urval)
- Anna Björk - Helena
- Morgan Alling - Sven
- Amanda Sjöman - Alice
- Magnus Skogsberg Tear - Miko
- David Dencik - Josef
- Johannes Alfvén - Frans
- Jennie Silfverhjelm - Jenny
- Tomas Laustiola - Kjellman
- Felix Engström - Witte
- Claudia Galli - Stella